# Godspell
Godspell ist ein US-amerikanisches Off-Broadway Musical aus dem Jahr 1971; eine als Studentenaufführung produzierte Vorläuferfassung entstand bereits 1970. Das Textbuch stammt von John-Michael Tebelak, die Musik und einige der Songtexte von Stephen Schwartz. Wie die Rockoper Jesus Christ Superstar entstammt es der Zeit einer Jesus-Bewegung (Jesus-People) in den USA, die sich auch auf andere Länder ausdehnte.
Die Handlung folgt der Schilderung des Matthäusevangeliums von der Taufe Jesu im Jordan über die Berufung der Jünger, die verschiedenen Gleichnisse, die Bergpredigt bis zu Verrat, Gefangennahme und Kreuzigung.
Eine Filmversion des Musicals erschien 1973, gedreht in New York, in der Regie von David Greene mit Victor Garber, David Haskell und Lynne Thigpen in ihrer ersten Filmrolle. Eine der Filmlocations war das Dach der Twin Towers des World Trade Centers.
Aufführungen im Londoner West End folgten bereits 1971, 1972 erfolgte die deutschsprachige Erstaufführung, und im Juni 1976 hatte das Stück Premiere am Broadway.

## Entstehungsgeschichte
Der aus einer evangelischen Familie stammende John Michael Tebelak wurde 1970 durch den Besuch einer Ostermesse und einer dem Gottesdienst folgenden Polizeikontrolle, in der er aufgrund seiner langen Haare für einen Drogenabhängigen gehalten wurde, zum Schreiben von Godspell inspiriert. Tebelak reichte das Buch als Studienarbeit in seinem Fach der Theaterwissenschaften ein, woraufhin es im gleichen Jahr an seiner Universität, der Carnegie-Mellon-University, aufgeführt wurde.
Tebelak brach sein Studium ab, ging nach New York und bot das Stück dem Off-Off-Broadway-Theater „La Mama“ an. Tatsächlich wurde Godspell dort einige Wochen gespielt. In dem Publikum befanden sich auch einige Produzenten, die Interesse an dem Musical zeigten, jedoch nur unter der Bedingung, dass die Musik komplett neu geschrieben und arrangiert werden sollte. Tebelaks Songs waren mit Hardrockmusik unterlegte Kirchengesänge aus verschiedenen Epochen und Ländern.
Der damals 22-jährige Stephen Schwartz bekam nun die Aufgabe, neue, massentaugliche Stücke für Godspell zu komponieren, eine Arbeit, die er innerhalb von fünf Wochen leistete. Der einzige Song, der ihm gefiel und aus der Originalaufführung blieb, war die Ballade By my side (dt. „Hier bei mir“), die von einem der damaligen Schauspieler, nicht von Tebelak, geschrieben worden war.
1971 fand die Off-Broadway-Premiere von Godspell statt. Für fünf Jahre waren sämtliche Aufführungen schon im Voraus ausverkauft, sodass die Aufmerksamkeit der Presse und der Intellektuellenszene New Yorks nicht auf sich warten ließ: es wurde im berühmten Ambassador-Theater aufgeführt, wo es über 500 Mal über die Bühne lief, bis es 1977 aus dem Programm genommen wurde. Inszenierungen in London und ein gleichnamiger, für den Golden Globe nominierter, Film folgten. Das Ensemble wurde sogar vom damaligen Papst Paul VI. 1975 in den Vatikan eingeladen.
In den 1990er Jahren wurde Godspell in Australien und Großbritannien vollends bekannt und gefeiert, in Deutschland war es bereits 1972 als deutsche Erstaufführung in der Hamburger St. Petrikirche aufgeführt worden, blieb jedoch dem normalen Theaterpublikum weitgehend unbekannt. Der Komponist Stephen Schwartz schien zudem von der deutschen Inszenierung enttäuscht. Nach einer desaströsen Berliner Aufführung 1994 entzog er dem deutschen Verlag sämtliche Aufführungsrechte. Godspell wurde daraufhin fast ein Jahrzehnt nicht mehr in Deutschland aufgeführt.
Erst die Landesbühne Hannover unternahm einen erneuten Versuch, das Stück nach Deutschland zu holen. Der Intendant dieses Theaters, Gerhard Weber, unterstützte seinen Mitarbeiter Christian Gundlach, in enger Zusammenarbeit mit Stephen Schwartz eine neue, dem Original besser entsprechende Übersetzung anzufertigen.

## Lieder
Akt 1
| - Opening - Prologue: Towers of Babble: Sokrates, Thomas von Aquin, Martin Luther, Da Vinci, Nietzsche, Sartre, Richard Buckminster Fuller - Prepare ye The Way of the Lord: Johannes der Täufer & Ensemble - Save the People: Jesus - Day by Day: Robin, Frauen & Ensemble - Learn Your Lessons Well: Gilmer - O Bless the Lord: Joanne & Männer - All for the Best: Jesus, Judas & Andere - All Good Gifts: Lamar & Ensemble - Light of the World: Ensemble |

Akt 2
| - Learn Your Lessons Well (Reprise): Lamar - Turn Back, O Man: Sonia - Alas for You: Jesus - By My Side: Peggy, Gilmer & Ensemble - We Beseech Thee: Jeffrey & Ensemble - Day by Day (Reprise): Robin & Andere - On The Willows: Band - Finale: Jesus & Ensemble - Bows: Ensemble |

## Original Cast
(In Alphabetischer Reihenfolge)
| - Lamar Alford - Herb Braha - Peggy Gordon - David Haskell - Joanne Jonas - Stephen Nathan - Robin Lamont - Sonia Manzano - Gilmer McCormick - Jeffrey Mylett |